# 查亚普拉县
查亚普拉县（印尼语：Kabupaten Jayapura）是印度尼西亚巴布亚省东北部的一个县，行政中心位于森塔尼（仙谷）（Sentani），下设19个区和144个村。2010年普查共有111,943人，2014年估计为137,744人。

## 地理
查亚普拉县位于巴布亚省东北部，北面沿海，东北邻查亚普拉市（Kota Jayapura），东邻奇隆县（Kabupaten Keerom），南部自东向西依次与宾坦山县（Kabupaten Pegunungan Bintang）、亚胡基摩县（Kabupaten Yahukimo）、雅利摩县（Kabupaten Yalimo）、中曼伯拉莫县（Kabupaten Mamberamo Tengah）为邻，西部和西北部与萨米县（Kabupaten Sarmi）相邻。东北部近海有森塔尼湖是本县最大湖泊。

### 气候
查亚普拉县年平均气温在25℃-35℃之间，每年五至十一月盛行风从较为干燥的东南地区吹来，十二月至次年四月盛行海洋吹来的西北风带来大量降水。年降雨量在1,500-6,000毫米之间。年均阴雨天数159-229。

## 行政区划
查亚普拉县共分为19个区（Kecamatan或distrik）和244个村（其中239个为kampung，5个为kelurahan），最小的区是东森塔尼区（Kecamatan Sentani Timur）。
19个区名单：Airu、Demta、Depapre、Ebungfau、Gresi Selatan、Kaureh、Kemtuk、Kemtuk Gresi、Namblong、Nimbokrang、Nimboran、Ravenirara、Sentani、Sentani Barat、Sentani Timur、Unurum Guay、Waibu、Yapsi、Yokari。
12个区将会组成新的格里米纳瓦县（Kabupaten Grime Nawa），县首府将设立于雅普希（Yapsi）。这12个区是：Nimboran、Kemtuk Gresi、Demta、Kaureh、Unurum Guay、Nimbokrang、Kemtuk、Namblong、Yapsi、Yokari、Airu、Gresi Selatan。

## 交通
查亚普拉县公路主要集中于东北部地区，有公路通往邻县和查亚普拉市

### 航空

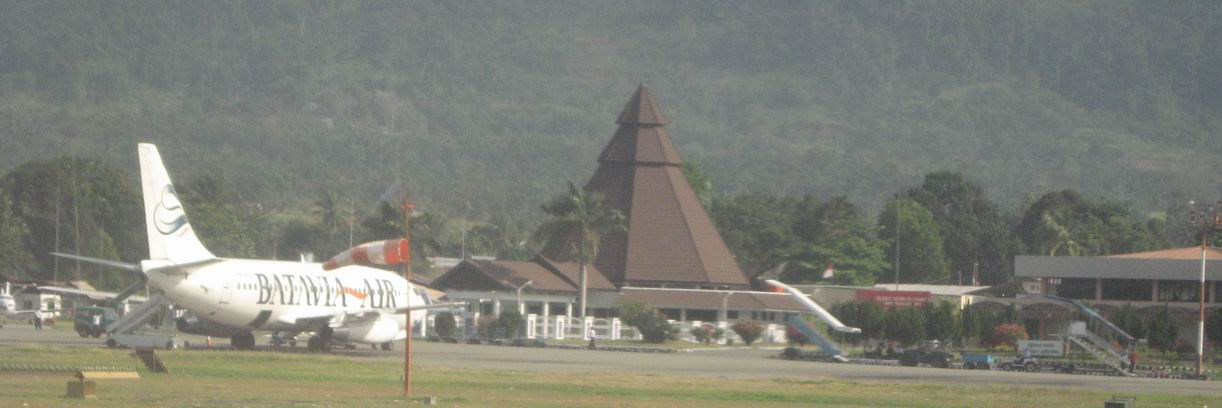
在森塔尼国际机场的巴达维亚航空B737-200

森塔尼国际机场位于本县境内，有飞往印尼各大城市和巴布亚新几内亚的航班。

## 资料来源
1. ↑  Biro Pusat Statistik, Jakarta, 2011.
2. ↑  .   [2017-01-06]. （原始内容存档于2020-04-12）.